# Z39.50 protokoll
"A Z39.50 alkalmazási szintű protokoll, amely támogatja az osztott információkeresési alkalmazásokat.” A Z39.50 amerikai nemzeti szabvány, hivatalos elnevezése: ANSI / NISO Z39.50-1995, Information Retrieval (Z39.50) Application Service Definition and Protocol Specification. A Z39.50 protokoll olyan szabványok és programok gyűjteménye, melyeket információs rendszerekhez fejlesztettek ki a számítógépek közötti kommunikáció elősegítésére. Célja, hogy az OPAC keresőjének és a lekérdezni kívánt távoli adatbázisnak a nyelvi különbségeit feloldja, azáltal, hogy egy metanyelvet képez. Széles körben alkalmazzák könyvtárakban és sok integrált könyvtári rendszer szerves része. A szabványt a Kongresszusi Könyvtár gondozza. 
A Z39.50 szabvány segítségével a felhasználó ugyanazon a felületen keresztül érheti el a megfelelő adatbázisokat, megjelenítheti a rekordokat és egyéb műveleteket végezhet. A szabvány segítségével különböző könyvtári szolgáltatásokat is összekapcsolhatunk, mivel a rekordok strukturáltak és több szolgáltatásban is felhasználhatóak.

## Jellemzői
- Nyitott szabvány.
- Lehetővé teszi különböző hardver és szoftver alapú rendszerek egymással történő kommunikációját.
- Szabványosítja a kliens és a szerver közti üzeneteket, egységesíti a keresőkérdés szerkezetét, az üzenetek cseréjének sorrendjét.
- Támogatja a találatok visszajuttatásának mechanizmusát, ezért az adatok újra felhasználhatóak más alkalmazásokban.
- A keresőnek nem kell részletesen ismernie a szabványt.[1]

## Szolgáltatásai
- Egyszerre több könyvtár lekérdezése.
- Az adatcsere alapformátuma a MARC formátum.
- Lehetőség van a programmal dokumentumrendelésre, könyvtárközi kölcsönzésre, keresőprofilok és rekordok tárolására, az adatbázis frissítésére, rekordok átvételére, indexböngészésre.
- Egyéb funkciók: felhatalmazás (meghatározza, hogy ki férhet hozzá az adatbázishoz), számlakészítési funkció, információk továbbítása az adatbázis szolgáltatásairól a Z-kliens számára.[2]

## A Z39.50-en alapuló keresés menete
A Z39.50 programok közti protokoll. A felhasználó nem látja, helyette egy olyan felületen dolgozik, ahol a Z-kliens bármelyik Z-szerverrel kapcsolatot létesíthet. Lekérdezhetünk egyszerre több adatbázist ugyanazon a felületen. 
A keresés menete olyan módon zajlik, hogy a kliens kérést indít egy adatbázis lekérdezésére, majd az azonosított rekordok visszaküldésére. A szabvány szerint a kliens oldal az eredet, a szerver oldal a cél. Az alábbi ábra magyarázza a műveletek sorrendjét:

A kliens lefordítja a felhasználó kérését „Z39.50”-be és továbbítja a célnak. A szerver oldalon a cél az adatbázis alkalmazás nyelvére fordítja a kérést. Az adatbázis alkalmazás feldolgozza a kérést, megkeresi a kért információt és ezt visszaküldi a célnak. A cél továbbítja az eredetnek, amely ezután a felhasználói alkalmazás számára érthető formába alakítja azt.
A keresőkérdés elküldése előtt a kliens feladata a kérdések átalakítása a helyi szintaxisból egységes szintaxissá. A keresőkérdések összeállítására találták ki az RPNQuery-t, azaz az RPN formátumot. Minden Z39.50 alkalmazásnak tudnia kell módosítani a helyi szintaxist átalakított szintaxissá és az átalakított szintaxist helyi szintaxissá. Az előbbi a kliens, az utóbbi a szerver feladata. Az RPN formátumú keresőkérdésekben lehet használni a Boole-algebrát (AND, OR, AND NOT operátorok) és a közelségi operátorokat. A keresőkérdések mezőihez számértékek vannak rendelve, melyek a Bib-1 attribútumhalmazban vannak meghatározva. Ha nem tudjuk pontosan megadni a keresőkérdést, különféle attribútumokat használhatunk a keresőkérdés átalakításához. A Bib-1 attribútumhalmaz hat különböző attribútumtípust definiál:
| use attribútum          | (1-es típus) |
| relációs attribútumok   | (2-es típus) |
| pozíciós attribútumok   | (3-as típus) |
| szerkezeti attribútumok | (4-es típus) |
| csonkolási attribútumok | (5-ös típus) |
| teljességi attribútumok | (6-os típus) |

Az RPN formátumú keresőkérdést a Z39.50 kliens program állítja össze a felhasználó számára.

## A Z39.50 műveletei
Kezdeményezés, keresés, megjelenítés, törlés, böngészés, rendezés, erőforrásjelentés és kibővített szolgáltatások. Csak az eredet kezdeményezhet műveletet, de nem minden kérés lesz művelet. 
Egy szabványos Z39.50 alkalmazásnak legalább a kezdeményezés, keresés és megjelenítés szolgáltatásokat kell támogatnia.  A könyvtári szerverek általában támogatják a találatok törlését és a böngészést is.

## Néhány Z39.50 alapú alkalmazás
IRIS, DALI, EUROPAGATE, Pica, SOCKER, Nordic SR-Net, ONE, DBV-OSI